# Walter Cordes
Walter Cordes (* 6. Mai 1899 in Johannisthal; † 23. Dezember 1985 in Jüterbog in Brandenburg) war ein deutscher Maler und Grafiker.

## Leben und Werk
Über Cordes’ Leben gibt es fast keine Informationen. Cordes war vor allem Landschafts-, Porträt- und Genremaler. Aus der Zeit bis zum Ende des NS-Staats sind keine Ausstellungen bekannt.
Er arbeitete auch in der DDR als freiberuflicher Maler und Grafiker und war Mitglied des Verbands Bildender Künstler der DDR. 1953 war er in Dresden auf der Dritten Deutschen Kunstausstellung vertreten.

## Werke (Auswahl)
- Birken am Waldrand (Öl auf Leinwand, 82,5 × 93 cm)[1]
- Erste Furche für die Produktionsgenossenschaft (um 1953, Öl, 100 × 125; auf der Dritten Deutschen Kunstausstellung)[2]
- FDJ-Segelflieger (um 1953, Öl)[3][4]